# Appel au ridicule

Caricature de Charles Darwin en singe, publiée dans The Hornet, un magazine satirique.

L’appel au ridicule est une tactique argumentative, un sophisme qui consiste à caricaturer les propos de son adversaire jusqu'à les rendre ridicules, et donc facilement réfutables.

## Fonctionnement
L'appel au ridicule consiste à se moquer des arguments de son adversaire afin de rallier l'auditoire à sa cause.  Il fonctionne par analogie (si A entraîne X, alors B entraîne Y, et Y est jugé ridicule, donc A est faux). C'est un sophisme qui fait partie des appels à l'émotion, en cherchant à enlever toute réflexion rationnelle envers une idée, mais au contraire susciter le rire ou la peur chez l'auditoire. Ainsi, il repose sur les valeurs et les stéréotypes du public assistant au débat.
L'appel au ridicule se rapproche d'une attaque ad hominem. Toutefois, là où le raisonnement ad hominem vise directement la personne (« vous êtes stupide ! »), l'appel au ridicule se moque indirectement de la personne en visant son discours et ses idées (« c'est la chose la plus débile que j'ai entendue ! »). Les arguments faisant appel au ridicule ne sont pas pertinents, car ridiculiser une idée ne la rend pas fausse pour autant. Ce sophisme peut constituer une forme rhétorique de harcèlement ou d'humiliation et viser, à travers le rire collectif, à exclure une personne d'un groupe. L'appel au ridicule cherche ainsi à dénier à l'interlocuteur sa légitimité à argumenter et à débattre, en mettant en question sa compétence et son sérieux.
L'appel au ridicule se distingue également du raisonnement par l'absurde, qui utilise de bons arguments en vue de convaincre. 
L'appel au ridicule peut être utilisé comme technique argumentative, notamment en politique, ou comme technique de vente pour attirer des consommateurs. 
Gregory L. Bock préconise de cultiver le respect, l'ouverture d'esprit et l'humilité pour éviter de tomber dans l'appel au ridicule, particulièrement face à des idées ou comportements qui peuvent entrer en contradiction avec sa propre vision du monde.

## Exemples
Un exemple d'appel au ridicule est de qualifier de « fou » un discours, une idée ou une croyance (notamment une croyance religieuse), par exemple « la foi en Dieu, c'est comme croire au Père Noël ou à la petite souris » (sous-entendu : ça n'est pas sérieux, donc cela doit être faux).
En réponse aux critiques formulées envers les politiques du président américain Barack Obama en 2008, jugées trop « socialistes », ce dernier a répondu : « bientôt on m'accusera d'être communiste parce que j'ai partagé mes jouets quand j'étais en maternelle ».
Les phrases suivantes sont également des exemples d'appel au ridicule :
- « Croire que limiter le progrès permettra d'éviter de détruire la planète, c'est comme penser que se doucher dehors les jours de pluie, par 3°C, sauvera la planète »[4].
- « Alors, l'antispécisme, ça veut dire que les humains et les moustiques, c'est la même chose ! »[8].